# Nicola Spinelli
Nicola Spinelli (Torino, 29 luglio 1865 – Roma, 17 ottobre 1909) è stato un compositore italiano.

## Biografia
Studiò a Firenze con Luigi Mancinelli e a Roma con Giovanni Sgambati, poi con Paolo Serrao e Costantino Palumbo a Napoli, dove esordì  con l'opera I guanti gialli nel 1881. Nel 1889 partecipò al concorso Sonzogno con l'opera Labilia, che ricevette il secondo premio, preceduta da Cavalleria rusticana di Pietro Mascagni. Fu un esponente dell'opera verista, ed ottenne grande successo in Italia e all'estero con l'opera A basso porto (1894), ma lasciò incompiuta la Trilogia di Dorina a causa della morte prematura, avvenuta a Roma il 17 ottobre 1909.